# Галлер фон Галлерштейн, Карл
Йохан Карл Кристоф Вильгельм Иоаким Галлер фон Галлерштейн  (Johann Carl Christoph Wilhelm Joachim Haller von Hallerstein; 10 июня 1774, Hiltpoltstein Castle, Форххайм — 1817[…], Темби, Децентрализованная администрация Фессалии и Центральной Греции) — немецкий архитектор и археолог.
Карлу Галлеру фон Галлерштейну Мюнхенская глиптотека во многом обязана знаменитой коллекцией «Эгиниты» из Храма Афеи с греческого острова Эгина.

## Молодость и студенческие годы
Карл Галлер фон Галлерштейн происходил из одного из старейших родов Нюрнберга.
В момент его рождения его отец Карл Иоаким был в звании майора и ему принадлежал замок Хильтпольтштайн.
Его матерью была Баронесса Амалия Имхофф.
Первые свои годы Галлерштейн провёл вместе с семью своими братьями в Хильтпольтштайне; последующие в соседнем Pflegamt, куда его отец был переведен в 1775 году.
В возрасте 14 лет он прибыл для получения образования ко двору графства Саарбрюкен, где он провёл 3 года.
Позже он учился в Штутгардте и в Берлинской академии архитектуры у Давида Жилли.

## Карьера
В 1806 году он был принят на работу в качестве королевского инспектора строительств.
Так как он уже имел репутацию талантливого архитектора раннего классицизма его ежедневная работа в Нюрнберге не соответствовавла его талантам.
Таким образом он предпринял интенсивные усилия на получение стипендии, что позволило ему освободиться от своих обязанностей. Это произошло в апреле 1808 года когда наконец баварский королевский двор одобрил стипендию и путешествие для изучения архитектуры.
В 1808 году он впервые посетил Рим где он изучал раннехристианскую архитектуру.

## Греция — ограбление Храма Афеи
В начале XIX века западно-европейские «почитатели греческой культуры», как пишет греческий археолог XX века Манолис Андроникос, пытались любой ценой приобрести греческие древности и вывезти их на Запад.
В период 1800—1820 западную Европу обуяла, по заголовку одноимённой книги, «Мраморная горячка».
Начало этой волне «археологии» положил французский посол в Османской империи Шуазёль-Гуфье, который, используя свой пост, позаботился получить султанский фирман и вывез несколько плит фриза Парфенона. Последовал в несравненно бо́льших масштабах, по выражению Байрона «пикт современный» (Элджин), «кто подошёл с киркою к этим стенам».
В июне 1810 года Галлер выехал из Неаполя, и через Керкиру и Коринф, прибыл в Афины.
В этой поездке его сопровождали немецкий художник Яков Линк (Jakob Linckh 1787—1841), датские археологи и филологи Петер Брэндштед (1780—1842) и Георг Кос (Georg Koës 1782—1811), и прибалтийский немец Отто Штакельберг.
В 1811 году он встретился в Афинах с английскими архитекторами Чарльзом Кокереллом и Джоном Фостером (John Foster 1787—1846).
Группа с которой приехал Карл Галлерштейн и англичане произвели «раскопки» на археологических площадках в нескольких регионах Греции.

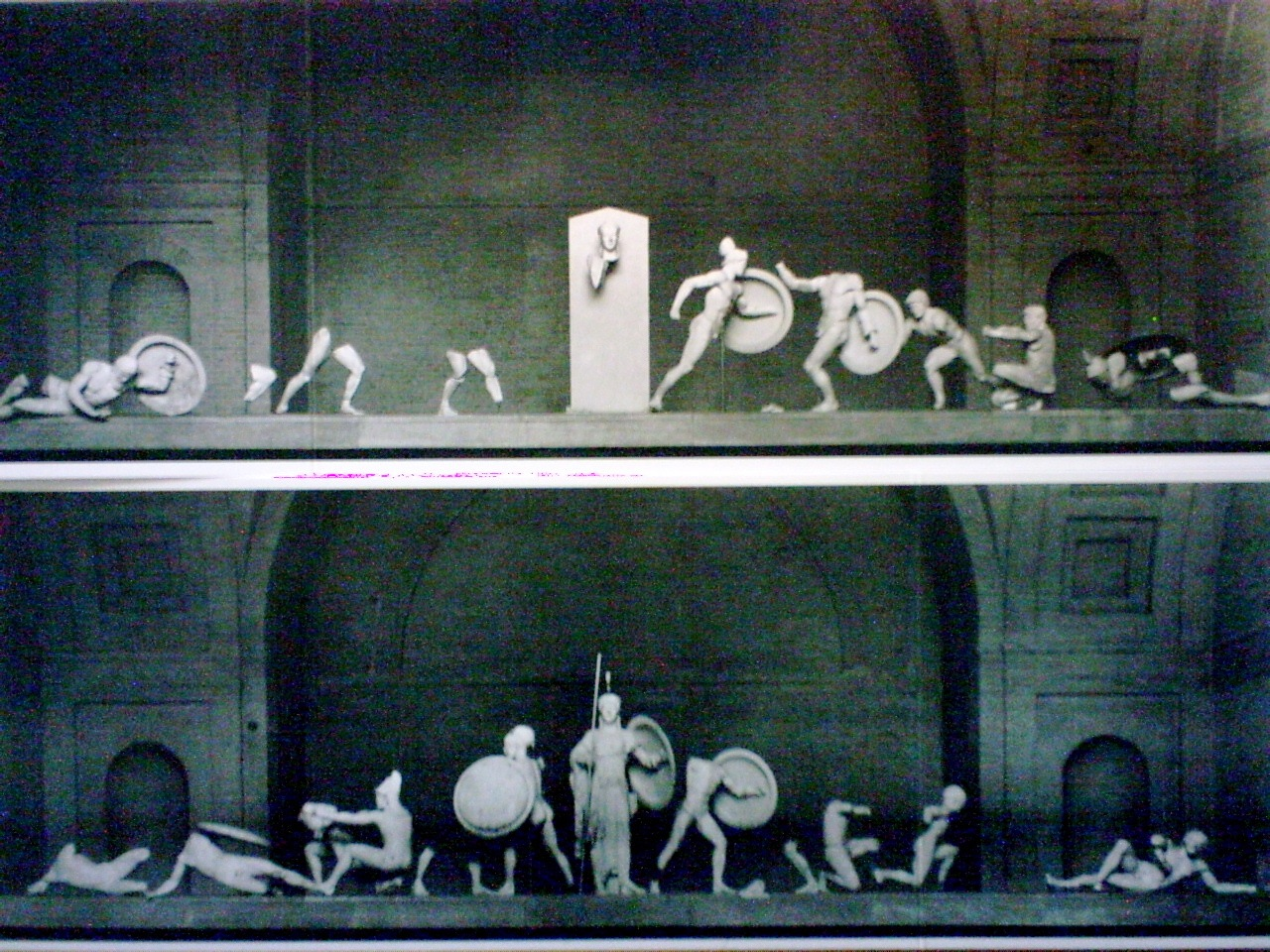
Скульптуры фронтонов Храма Афеи с тематикой из Троянской войны

В начале 1811 года Галлерштейн, с группой, поехал на остров Эгина, где по наводке группа откопала, павшие во время землетрясения и заваленные землёй, статуи и фрагменты статуй фронтона Храма Афеи. В общей сложности 16 статуй, 13 голов статуй и десятки фрагментов. Заплатив местным османским властям всего 40 фунтов, группа переправила статуи и фрагменты в Пирей. При содействии австрийского консула Гропиуса (George Christian Gropius 1776—1850), французского консула Луи Фовёла (Louis Fauvel), поспешившего примкнуть к группе, и старого сотрудника Элджина в аналогичной операции, Джованни Лузьери (Giovani Lusieri), группа позаботилась отправить древности на контролируемый англичанами остров Закинф. Здесь, в ноябре 1812 года, был организован аукцион.
При посредничестве скульптора Иохана фон Вагнера (Johann Martin von Wagner 1877—1858) Галлерштейн подключил к аукциону кронного принца Баварии Людвига.
Предложения поступили из Франции и Баварии, в то время как англичане сочли цену высокой и предпочли переправить древности на Мальту и продолжить тайные переговоры с Кокереллем. После длительных дипломатических проволочек, скульптуры Храма Афеи были проданы в 1814 году кронному принцу Баварии Людвигу и хранятся сегодня в Мюнхенской глиптотеке.
В 1812 году группа выставила на продажу фрагменты Храма Аполлона в Бассах, и храма Эака, посвящённого Зевсу, также из Эгины.

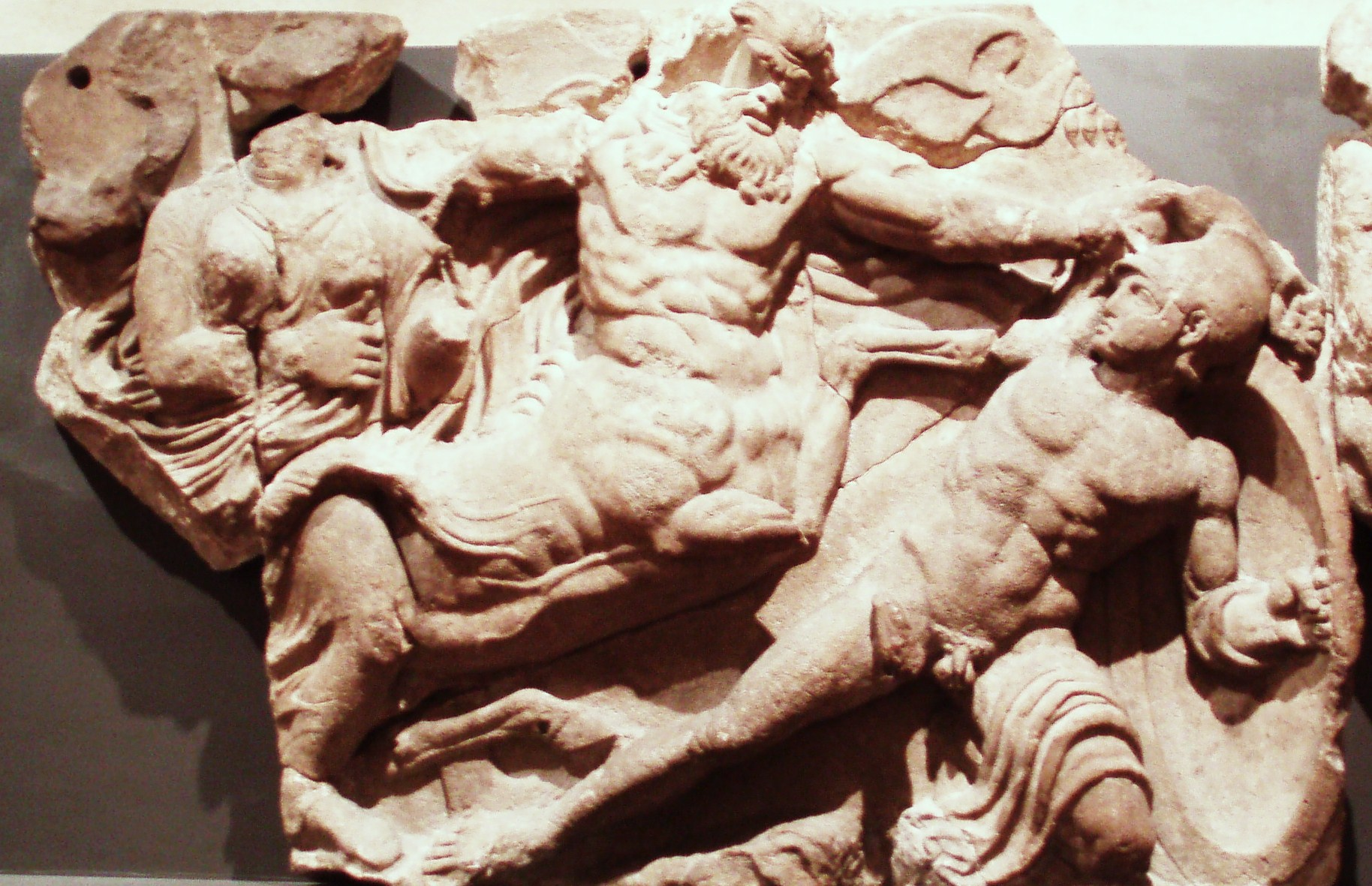
Фрагмент фриза Храма Аполлона в Бассах.

Фриз Храма Аполлона был выкуплен на торгах англичанами и сегодня находится в Британском музее. При этом, М. Андроникос отмечает, что фриз выставлен в недостойном для него, отдалённом и маленьком зале музея.

## Последние годы и смерть
Позже Галлер возглавил раскопки на острове Итака и начал раскопки в развалинах театра на острове Милос, однако вскоре был вынужден прекратить раскопки.
Через несколько лет и за несколько месяцев до начала Освободительной войны Греции, на этой площадке была найдена статуя Венеры Милосской, которая была вывезена во Францию, где и находится по сегодняшний день в Лувре.
По первоначальной идее Галлерштейна и по образцу Парфенона в Афинах, через два десятилетия, был построен Вальхалла недалеко от Регенсбурга.
Сам Галлерштейн оставался в Греции где и умер в 1817 году, в возрасте 43 лет, после непродолжительной болезни в Амбелакии в Фессалии у подножия Олимпа.